# オリヴァー・ゾルク
オリヴァー・ゾルク（Oliver Sorg 、1990年5月29日 - ）は、西ドイツ・バーデン＝ヴュルテンベルク州エンゲン出身のサッカー選手。元ドイツ代表。ポジションは、ディフェンダー。

## 経歴
SCフライブルクの下部組織出身。2015年6月、フライブルクの2. ブンデスリーガ降格に伴い、ハノーファー96に移籍。